# Moirey-Flabas-Crépion
Moirey-Flabas-Crépion település Franciaországban, Meuse megyében. Lakosainak száma 112 fő (2022. január 1.). Moirey-Flabas-Crépion Wavrille, Beaumont-en-Verdunois, Chaumont-devant-Damvillers, Consenvoye, Damvillers, Haumont-près-Samogneux és Ville-devant-Chaumont községekkel határos.

## Népesség
A település népességének változása:
| Lakosok száma | 63   | 117  | 108  | 131  | 135  | 132  | 129  | 126  | 122  | 112  |
|               | 1968 | 1982 | 1990 | 2006 | 2013 | 2015 | 2017 | 2019 | 2020 | 2022 |